# Honda Toshinaga
Honda Toshinaga est un nom japonais traditionnel ; le nom de famille (ou le nom d'école), Honda, précède donc le prénom (ou le nom d'artiste).
Honda Toshinaga (本多 利長, 1635 – 21 janvier 1693) est un daimyō du début de l'époque d'Edo, de l'histoire du Japon, à la tête des domaines féodaux d'Okazaki et Yokosuka et finalement transféré au domaine de Murayama dans la province de Dewa.
Toshinaga est le 6e fils de Honda Tadatoshi, daimyō du domaine d'Okazaki. Sa mère est une fille d'Inoue Masanari, daimyō du domaine de Yokosuka. Toshinaga prend la tête du clan à la mort de son père en 1645; Il ne reçoit cependant que 50 000 des 60 000 koku que comptait le domaine d'Okazaki sous la gouvernance de Tadatoshi, les 10 000 koku restant étant répartis entre ses frères Honda Sukehisa et Honda Toshirō.
Toshinaga est transféré au domaine de Yokosuka cette même année. Il porte le rang de cour de 5e inférieur, (ju go i no ge 従五位下), et Echizen no Kami. Il est marié à une fille de Matsudaira Masatsuna, daimyō du domaine de Tamanawa dans la province de Sagami.
Le shogunat Tokugawa confisque le domaine de Yokosuka le 23 février 1682, accusant Toshinaga de faute grave et de gouvernance répressive. Il est ensuite gracié et reçoit 10 000 koku de terres dans la province de Dewa dans le nord du Japon, connues plus tard sous le nom de domaine de Murayama.
Toshinaga décès en 1692 à l'âge de 57 ans, et son fils adoptif Honda Sukeyoshi lui succède. Sa tombe se trouve au Kyōzen-ji, dans le district de Roppongi de l'arrondissement de Minato-ku à Tokyo.

## Source de la traduction
- (en) Cet article est partiellement ou en totalité issu de l’article de Wikipédia en anglais intitulé « Honda Toshinaga » (voir la liste des auteurs).